# دوره دوم جنگ‌های ایران و روسیه
مشخص نبودن مرزهای بین ایران و روسیه و شورش‌ها و ناامنی‌هایی که بسیاری از حاکمان (از جمله حسین خان قاجار حاکم ایروان) و ساکنان مرزی برپا کرده بودند از علل اصلی شروع دوباره جنگ‌های ایران و روسیه بود. علت شورش حسین خان قاجار پس از انعقاد صلح بین ایران و روسیه (عهدنامه گلستان) این است که حسین خان قاجار چون نمی‌خواست به دولت ایران مالیات بپردازد و برای اینکه عباس میرزا به این منظور او را سرکوب نکند مایل به روشن کردن آتش جنگ بین ایران و روسیه و گرفتار شدن مجدد ولیعهد ایران در جنگ بود. دست اندازی روس‌ها به قلمرو ایران و قسمت ارس (از جمله گوگچه و قپان) و نارضایتی بسیاری از حاکمان سرزمین‌های قفقاز از جمله ابراهیم خان جوانشیر حاکم شوشی که مناطق تحت کنترل آنها به تصرف روسیه درآمده بودند و نیز نگرانی‌های دولت ایران از جهت از دست دادن سرزمین‌های وسیع، فشار روحانیون اسلامی بر دولت و تحریک و تهییج عامه مردم برای جنگ به وسیله مطرح کردن مسئله جهاد در برابر کفار، حاکمیت روس‌ها بر مسلمانان قفقاز و تقاضای کمک آنان از دولت ایران از عوامل اصلی شعله‌ور شدن دوباره آتش جنگ بین ایران و روسیه بود.

## جنگ گنجه
فتحعلی شاه، عباس میرزا فرمانده سپاه ایران را راهی نواحی تصرف شده کرد. چون روس‌ها مهیای جنگ نبودند غافلگیر شدند و سپاهیان ایرانی همه ولایات از دست رفته از جمله باکو، دربند، شوشی، داغستان، ایروان و تالش را به تصرف درآوردند.
پس از این واقعه، ایوان پاسکویچ که از جنگ‌های روس و عثمانی فارغ شده بود فرماندهی نیروهای روسی در قفقاز را عهده‌دار شد. یرملوف به خاطر عدم کامیابی در جنگ از طرف تزار روسیه احضار شد. پاسکویچ درصدد برآمد تمامی نواحی متصرف شده توسط ایرانیان را بازپس بگیرد. ابتدا قره باغ و سپس ایروان را تصرف کرد و در جبهه‌های تالش و لنکران قوای ایران را شکست داد. سپس با شتاب خود را به گنجه رساند. عباس میرزا نیز با ۳۰ هزار سپاهی عازم گنجه شد. در این نبرد که به جنگ گنجه معروف شد ایرانیان فاصله کمی تا پیروزی داشتند اما به علت تعلل آصف‌الدوله صدراعظم جدید ایران در کار اعزام نیروی کمکی به سپاه ایران، در سپاه ایران بی نظمی به وجود آمد و تلاش‌های عباس میرزا در نظم بخشیدن به امور فایده‌ای حاصل نکرد و ناچار به عقب‌نشینی پرداخت. در نتیجه این اتفاق تلاش‌های ایرانیان در کسب فتوحات در خطر افتاد و باعث پیروزی کامل پاسکویچ و سپاهیانش شد.

## پیشرفت قوای روس به سوی پایتخت در جنگ دوم
پس از تصرف گنجه و وارد آمدن تلفات سنگین به سپاه ایران سرانجام معابر ارس به دست روس‌ها افتاد. کشتی‌های جنگی روسیه در سواحل روسیه با ترکمانان و ایلات یموت سازش کردند و حتی آنها را به طغیان علیه دولت ایران وادار کردند.
عباس میرزا نیز آخرین نیروهای خود را در سردار آباد متمرکز کرد و به سال ۱۲۴۳ ه‍.ق با قوای روسیه به نبردی سخت پرداخت اما نرسیدن آذوقه و جیره و مواجب سپاهیان از تهران باعث تضعیف و متزلزل شدن روحیه سربازان ایرانی شد و سردارآباد به تصرف نیروهای پاسکویچ درآمد.
قوای ایران به کلی از ساحل چپ رود ارس به داخل آذربایجان عقب نشستند. پاسکویچ در تعقیب سپاه ایران وارد آذربایجان شد و تبریز را به محاصره نیروهای خود درآورد پس از آن عباس میرزا دسته‌های متفرق سپاه خود را به خوبی سامان داد و حفظ تبریز را به آصف‌الدوله سپرد اما با خیانت آصف‌الدوله، تبریز توسط ارتش روسیه تصرف شد. سپاه روسیه بدون مقاومت مردم وارد شهر شده و ذخایر و مهمات دولتی را به تصرف درآوردند. با تصرف تبریز نیروهای ارتش روسیه تا ده خوارقان پیش رفتند و پایتخت ایران مورد تهدید نظامی قرار گرفت. در این هنگام بود که عباس میرزا، فتحعلی خان رشتی را نزد پاسکویچ فرستاد و از وی تقاضای صلح کرد.

## عهدنامه ترکمانچای
شرایطی که پاسکویچ برای عقد مصالحه جدید پیشنهاد کرد بسیار سنگین بود اما سفیر انگلستان در تهران (مک دونالد) که از پیشروی سپاه روسیه بسیار نگران شده بود، بر عقاید خود پافشاری کرد و شاه را بر خلاف نظر اولیه‌اش به قبول شرایط صلح واداشت. پس از وساطت سفیر انگلیس مجلسی در قریه ترکمانچای مرکب از عباس میرزا، آصف‌الدوله و میرزا ابوالحسن خان شیرازی تشکیل و عهدنامه‌ای در ۱۶ فصل و یک قرارداد تجاری الحاقی در ۹ فصل نوشته شد و در تاریخ ۵ شعبان ۱۲۴۳ هـ. ق به امضای نمایندگان ایران و روسیه رسید.
پس از خاتمه این دوره جنگ‌های بین ایران و روسیه، برای سال‌های متمادی روس‌ها با در دست داشتن امتیازات پیمان‌نامه ترکمانچای، شمال ایران را قبضه کرده بودند. بعد از این واقعه دیگر میان روس و ایران حوادث مهم و برخوردهای دامنه‌داری، مگر در مورد آشوراده و چند پیشامد کوچک دیگر، رخ نداد.